# MOW (アイスクリーム)
MOW（モウ）は、森永乳業が製造・販売しているアイスクリームおよびアイスミルクである。
アイスクリーム・ブランド「Eskimo（エスキモー）」から2003年（平成15年）に発売された。現在は森永乳業ブランドで製造・販売している。

## 歴史
「MOW」は、「ラクトアイス」とは品質的に異なる「アイスクリーム」でありながらスーパーマーケットで買える100円台の商品として、1979年（昭和54年）発足のアイスクリーム・ブランド「Eskimo（エスキモー）」から2003年（平成15年）に発売された。開発コンセプトは「牧場で食べるソフトクリーム」である。その後、バニラ以外のフレーバーも複数発売されるが、当初は全てアイスクリームであった。商品展開が多様になるとアイスミルクが増え、バニラ・フレーバーの商品だけがアイスクリームという状態になった。現在の当シリーズでは、基幹商品「MOW バニラ」とそのマルチカップ型である「MOW 3」がアイスクリームで、それ以外はアイスミルクである。
素材本来の味を引き出すべく乳化剤や安定剤は使用しておらず、「ラベルクリーン処方」という必要最低限の原料のみで製造している。
Eskimo（エスキモー）ブランドは2010年（平成22年）10月に廃止され、それ以降は森永乳業ブランドで製造・販売するようになった。
2021年（令和3年）4月、「MOW」シリーズ（定番3フレーバーであるバニラ・宇治抹茶・エチオピアモカコーヒー）が iTQi（国際味覚審査機構）の優秀味覚賞 三ツ星を受賞した。

## 商品展開
- 情報更新状況：2021年4月30日に公式サイトで確認[5]。

### 販売中

#### MOW
内容量：150 ml（2008-2015年）→ 140 ml（2016-2021年）。
メーカー希望小売価格：消費税別 120 円（2010-2014年）→ 同 130 円（2015-2018年）→ 同 140 円（2019-2022年）→ 同 150円（2022年-2023年）→ 同 160円（2023年-）。
- バニラ（旧称：ミルクバニラ）

現行ラインナップではバニラ・フレーバーが唯一のアイスクリームである。基幹商品。当初からの通年商品。
2003年（平成15年）新発売。北海道産の乳原料とマダガスカル産の天然バニラ香料を使用。2015年4月6日に大幅リニューアル。2017年3月中旬にリニューアル。2020年6月22日にリニューアル。2021年4月、iTQiの受賞を機にパッケージをリニューアル。
- 抹茶 - 通年商品として[1]、2015年4月6日新発売[9]。元禄年間（1688年 - 1704年間）創業の老舗・丸久小山園（宇治市小倉町に所在）の宇治抹茶を使用[12]。
  - 宇治抹茶

2017年3月13日にリニューアル。数量限定で2017年6月12日リニューアル発売（2種類の宇治抹茶アイスクリームを不均一に混ぜ合わせ）。秋冬限定商品として、2018年10月1日再販。2020年10月5日にリニューアル。2021年4月、iTQiの受賞を機にパッケージをリニューアル。
- エチオピアモカコーヒー

2017年8月21日新発売。2019年3月4日再販。2020年6月22日再販。2021年4月、iTQiの受賞を機にパッケージをリニューアル。この時点で公式は当商品を「定番フレーバー」と呼んでいる。

#### MOW PRIME
「MOW」ブランドの新シリーズ「MOW PRIME（モウ プライム）」は、第1弾「北海道十勝あずき」の2020年9月21日発売をもって展開し始めた。
- クッキー＆クリーム[17]
- カラメルシナモンクッキー＆ハニーミルク[18]

#### その他
- MOW 3（モウ スリー） - MOW バニラが 6カップ一組になったマルチ・カップ・アイスクリーム[19]。内容量［新発売時 - 2021年］420ml（70ml×6カップ）[19]。オープン価格[19]。全国の生活協同組合 (coop) の共同購入専用商品[19]。2013年4月1日新発売[19]。主要な想定購買層は 40代から60代の女性[19]。

### 終売

#### MOW
- ミルクバニラ - アイスクリーム[2]。初期の通年商品[2]。主要な想定購買層は 10代から40代の男女[2]。2012年3月下旬にリニューアル[2]。
- ミルクいちご - アイスクリーム[2]。初期の通年商品[2]。主要な想定購買層は 20代から30代の男女[2]。2012年3月26日にリニューアル[2]。
- ミルクチョコ - アイスクリーム[2]。初期の通年商品[2]。主要な想定購買層は 20代から30代の男女[2]。2012年3月26日にリニューアル[2]。
- メロン - 期間限定。2008年6月9日新発売[20]。
- エスプレッソ - 期間限定。2008年8月25日新発売[21]。
- クリームチーズ あるいは クリーミーチーズ（※名称変更が何度かされている）

期間限定商品として「クリームチーズ」あるいは「クリーミーチーズ」を2009年3月に新発売。チーズはマスカルポーネを使用。通年商品とするべく、2012年2月27日に再販。期間限定商品として「クリームチーズ」の名で2018年4月2日に再販。2018年までの15年間で売り上げ1位のフレーバーであった。2012年2月27日再販、2013年6月10日再販。
- クリーミーカスタード - 期間限定。2009年8月24日新発売[24]。
- 白桃 [1] - 白桃の果汁を20%使用[1]。
  - 白桃 - リニュアル品を2014年2月にセブン-イレブンより先行発売[1]。果汁 22%使用[1]。
- ナチュラルチーズ [1]
- 瀬戸内レモン - 期間限定。2011年6月6日新発売[25]。
- カスタードショコラ - 期間限定。2011年11月14日新発売[26]。
- カプチーノ - 期間限定。2011年8月29日新発売[27]。2012年8月27日再販[28]。
- ストロベリーチーズ - 期間限定。2012年3月26日新発売[2]。
- トリプルベリー - 期間限定。2012年3月にセブン-イレブンより先行発売[1]。2016年4月4日新発売[29]。ストロベリー、ラズベリー、ブルーベリーを各 5%使用[29]。
- バナナ - 期間限定。2012年3月にセブン-イレブンより先行発売[1]。
- 黒ぶどう - 期間限定。2012年6月4日新発売[30]。
- ダージリンティー - 期間限定。2012年11月5日新発売[31]。
- チョコ&ホワイト - 期間限定。2013年2月4日発売[1]。
  - チョコ&ホワイトチョコ味 - 期間限定。2014年2月3日発売[1]。
- ストロベリー&バナナ - 期間限定。2013年3月25日新発売[32]。
- マスカット - 期間限定。2013年6月10日新発売[33]。
- カラメル&カスタード - 期間限定。2013年8月26日新発売[34]。
- ミルクとあずき - コンビニエンスストア限定・数量限定。2013年10月14日新発売[35]。料理研究家・青山有紀監修[35]。
- キャラメルカフェラテ - 期間限定。2013年11月25日新発売[36]。
- マンゴーミルク - 期間限定。2014年2月にセブン-イレブンより先行発売[1]。
- ダブルベリー&チーズ - 期間限定。2014年3月17日新発売[37]。
- マスクメロン - 期間限定。2013年3月にセブン-イレブンより先行発売[1]。2014年6月9日新発売[38]。
- コーヒー&クリーム - 2014年8月25日新発売[39]。
- 濃厚チーズ - 期間限定。2014年9月上旬に新発売[40]。
- ミルクココア - 2014年10月27日新発売[41]。
- ロイヤルミルクティー - 期間限定。2014年11月24日新発売[42]。2019年8月19日再販[43]。
- 生チョコ仕立て - 通年商品として[1]、2015年4月6日新発売[9]。生チョコレートとエクアドル産のカカオマスを使用[44]。
- ストロベリー&フロマージュ - 期間限定。2015年5月11日新発売[45]。
- ホワイトミント - 期間限定。2015年7月13日新発売[46]。
- あずき - 期間限定。2015年9月7日新発売[47]。
- ラムレーズン - 期間限定。2015年12月14日新発売[48]。
- MOW special ストロベリー - 期間限定。2016年2月にセブン-イレブンより先行発売[1]。
- MOW special ピーチ - 期間限定。2016年3月にセブン-イレブンより先行発売[1]。
- ダブルフロマージュ - コンビニエンスストア限定・数量限定。2016年7月25日発売[1]。ベイクドチーズ風アイスクリームと、レモン風味のレアチーズ風アイスクリームの組み合わせ[1]。
- イタリアンマロン - コンビニエンスストア限定・数量限定。2016年12月12日発売[49]。イタリア産の栗粒入りマロンソースとマロンペーストを使用し、隠し味に洋酒を加えている[50]。
- チョコレート〜エクアドルカカオ〜 - 2017年3月13日新発売[10]。
- MOW special ストロベリーフロマージュ - 期間限定。2017年2月にセブン-イレブンより先行発売[1]。
- MOW special メロン - 期間限定。2017年3月にセブン-イレブンより先行発売[1]。
- 赤いベリーミックス - 期間限定。2017年4月3日新発売[51]。
- ダブルチョコレート - 期間限定。2018年1月15日新発売[1]。ガーナ産カカオを100%使用。ビターチョコレートとホワイトチョコレートの組み合わせ。
- クラシックソルティ－キャラメル - 2018年8月17日発売[52]。2020年8月17日再販[52]。
- MOW special 十勝あずき - 期間限定。2018年11月にセブン-イレブンより先行発売[1]。
- MOW special 杏仁ミルクストロベリー - 期間限定。2019年2月にセブン-イレブンより先行発売[1]。
- リッチヨーグルト味 - 期間限定。2019年4月1日発売[53]
- 甘く香るいちご - 期間限定。2020年3月30日発売[54]。
- 甘熟いちご×練乳 - 2021年3月22日新発売[55]。いちご果汁と、「森永ミルク 加糖れん乳」を使用したアイスクリームの組み合わせ[55]。
- ほっこり紅はるか - 期間限定。2024年8月12日発売[56]

#### MOW PRIME
- 北海道十勝あずき - 2020年9月21日新発売。北海道の十勝産の小豆粒を使用。
- バタークッキー&クリームチーズ - 2021年4月26日新発売[57]。
- ゴールドラムレーズン～発酵バターの香り～ - 2021年4月26日新発売[57]。

#### その他
- クリーミーチーズモナカ - 2010年9月27日新発売[58]。内容量 115 ml[58]。メーカー希望小売価格 120 円（消費税別）[58]。想定購買層は 20～30代の男女[58]。
- Special Green Tea - 「MOW」発売10周年記念商品[59]。120ml×6個入りのマルチ・カップ・アイスクリーム[59]。10,000セット限定でインターネット通販（株式会社ナポリアイスクリーム）にて発売[59]。棚茶園（棚を作って覆いをした茶園）で栽培育成した京都府内産宇治茶 100%の石臼挽き高級抹茶品種「サミドリ」の一番茶を配合[59]。

## 広告

### CM出演者
- 山下智久
  - 「MOW・出た」篇（2003年4月1日-1季）[60]
  - 「牛になる男性・新発売」篇（2003年5月10日-1季）[60]
  - 「ウシと生活・朝食 MOWと暮らそう（朝）」篇ほか（2004年4月3日-1季）[60]
  - 「僕は幸せです・ミルクマンゴー味新発売 試食会」篇ほか（2005年4月4日-1季）[60]
  - 「もう大人・キャンペーン・ミルクバナナ味」篇ほか（2006年4月1日-1季）[60]
  - 「出会いがしらにMOW!・ウエイター　レストランカフェ」篇ほか（2007年4月8日[60]-2008年3月）
- PUFFY
  - 「部屋中にモウ　部屋中MOW」篇ほか（2008年11月1日-1季）[61]
  - 続篇（2009年3月19日-1季）[61]
  - 続篇（2009年9月25日-1季）[61]
  - わんこモウ「わんこMOW」篇（2010年4月15日-1季）[61]
  - 続篇（2010年10月8日[61]-2011年1月）
- 竹内結子
  - 「ガレージセール」篇（2011年5月27日-1季）[62]。続篇（2012年4月13日-1季）[62]。続篇（2012年12月20日-1季）[62]。続篇（2013年6月10日-1季）[62]
- 木村文乃
  - 「おいしいからプレミアム」篇 および「毎日おいしいプレミアム」篇（2015年4月3日-1季）[63]
  - 続篇（2015年5月11日-1季）[63]
  - 続篇（2015年11月23日-1季）[63]
  - 続篇（2016年3月28日-1季）[63]
  - 続篇（2016年4月26日-1季）[63]
- 高橋一生
  - 「高橋店長の品出し」篇（2017年3月15日-1季）[64]
  - 続篇（2019年6月13日-1季）[64]
- 田中圭 および 粟野咲莉 [65][66]
  - 「アイス屋MOW」篇（2019年3月28日-1季）[65][66]
  - 続篇（2019年6月11日-1季）[65][66]
  - 「アイス屋MOW　素材本来の、自然なおいしさ」篇（2020年6月30日-1季）[65][66]
  - 続篇（2020年9月18日-1季）[65][66]
- 河合優実
  - 「MOWいいかい？MOWいいよ」篇（2024年9月24日-1季）[67]
  - 「愛すべきバニラ」篇（2025年3月13日-）[68]

## その他
- 2024年9月23日にテレビ朝日系列で放送された特別番組『サンドウィッチマンの禁断ランキング 今夜ついに決定!1万人が選ぶ令和・平成・昭和好きなアイスランキング』で、MOWバニラが平成に誕生したアイス第1位に選出された[69]。